# Cheliplanilla caudata
Cheliplanilla caudata är en plattmaskart som beskrevs av Meixner 1938. Cheliplanilla caudata ingår i släktet Cheliplanilla, och familjen Karkinorhynchidae. Arten är reproducerande i Sverige.